# Bouchard le Barbu
Pour les articles homonymes, voir Bouchard II et Bouchard.
Bouchard le Barbu ou Bouchard II de Montmorency, mort avant 1015, fils de Bouchard Ier de Bray (~930 - ~965), et d'Hildegarde de Blois, fille de Thibaud Ier « le Tricheur », comte de Blois, de Chartres et de Brie, était un seigneur de l'entourage des premiers rois Capétiens, dynastie commençant en 987. Il était seigneur de Montmorency, d’Écouen, de Marly-le-Roi, de Feuillarde et de Château-Basset.

## Origine, famille
Son nom est d'origine germanique. On trouve les formes Burchardus (954, 958), Bauchardus (1007), Bouchardus (1458), Burchards…
On le retrouve dans le nom de la commune du Plessis-Bouchard située légèrement à l'ouest de Montmorency.
Les Burchards de Bray se rattachent aux Aubry(Albéric)-Gautier-Burchard. Ainsi les vicomtes d'Orléans ont été suggérés : Aubry, était le premier vicomte d'Orléans mentionné en 886. Gautier Ier et Gautier II furent archevêques de Sens dans le premier tiers du Xe siècle.
La lignée adopte le nom de Montmorency dès le début du XIe siècle . Le troisième Bouchard est cité dès 1028 sous le nom de « Burchardo de Montemaurenciaco ».
Bouchard II  est le fondateur d’une lignée qui donnera au pays six connétables de France, douze maréchaux et quatre amiraux et sera l’une des plus illustres de l’histoire de France.
Son surnom "le Barbu" lui est attribué à cause de sa bravoure. Plusieurs autres grands ont porté le même surnom pour les mêmes raisons.

## Biographie
En 978, Bouchard II et sa famille luttent contre Othon II aux côtés du roi Lothaire et de Hugues Capet. Il soutient ce dernier lors de son accès au trône et sera également fidèle à son fils Robert II, couronné à Orléans à la Noël 987.
Ce seigneur, turbulent et brigand, est installé sur l'île Saint-Denis venant de sa femme Ildelinde - qui elle-même la tenait de son feu mari Hugues de Château-Basset, mort avant 996,.
Mais l'abbaye de Saint-Denis a des prétentions sur ce fief, pour lequel Bouchard refuse de leur rendre hommage. Depuis ce fief il rançonne les embarcations qui passent à sa portée, y compris celles des moines de l'abbaye de Saint-Denis. L'abbé Vivien s'en plaint au roi Robert le Pieux, fils d'Hugues Capet. Un procès royal a lieu, opposant Bouchard à l'abbé Vivien. Par un jugement de ses pairs barons et du roi le 25 janvier 997 il se voit contraint de respecter la protection royale accordée aux religieux de Saint-Denis, de démolir le château Basset d'où il préparait ses exactions contre les vassaux de l'abbaye de Saint Denis, et d'accepter l'échange avec Robert II - qui souhaite l'éloigner de l'abbaye - de son île Saint-Denis contre le château et le domaine de Montmorency, château alors en ruines. La reine Constance plaide auprès du roi pour que Bouchard soit autorisé à reconstruire le château.
En 998 Robert II lui donne la seigneurie de Feullarde et quelques autres beaux fiefs environnants, en remerciement de l'avoir aidé à reprendre la ville de Melun du comte de Champagne et de Brie Eudes II.

## Conjoint, enfants
Il épouse Alveriæ (ou Idelinde[réf. souhaitée] ?), veuve de Hugues Basset, dont il a quatre enfants :
- Bouchard III de Montmorency († après le 4 février 1031[1]) ;
- Gelduin de Montmorency[1] ;
- Aubry (Albéric_Ier) de Montmorency († après 1060), connétable[1] :
  - Landry († après 1083-1089[1]),
  - Arraud († 1083-1089[1]) :
    - Aubry,

  - Aubry ;
- Eudes de Montmorency[1].

Duchesne ne cite pas Landry mais cite un "Foucaud". Il place les enfants de Bouchard II dans cet ordre chronologique : Bouchard III, Eudes, Alberic et "Foucaud".